# 趙瑛 (成化進士)
趙瑛（1448年—?），字廷光，神武右衛軍籍，直隸江都縣人，明朝政治人物。同進士出身。

## 生平
早年出身國子生，成化十年（1474年）甲午科順天府鄉試第一百七名。成化十四年（1478年）戊戌科會試第三百十六名，殿試登進士第三甲第七十名。选授廣西道御史，丁憂服闋，弘治元年（1488年）十月復除雲南道。

## 家族
曾祖父趙忠。祖父趙旺。父亲趙演。母李氏。具慶下。弟璁、琪。娶晁氏。